# كلية الطب جامعة الأزهر بدمياط
كلية الطب جامعة الأزهر بدمياط
 هي كلية من كليات الطب التابعة لجامعة الأزهر، تقع بمنطقة دمياط الجديدة بمحافظة دمياط، وهي أول لفرع الجامعة بدمياط وتخدم محافظات الوجه البحري، أنشئت سنة 2002م.

## تاريخ
أنشئت كلية الطب للبنين بالأزهر بمقتضى القانون رقم (103) الصادر في 5 يوليو 1961م بشأن إعادة هيكلة وتنظيم الأزهر الشريف والهيئات التابعة له. وبسبب إعادة التنظيم أدخل علوم معاصرة عن دراسة العلوم الطبيعية كالطب والرياضة والفلك والكيمياء والهندسة وغيرها من العلوم التى أسهم في تقدمها العلماء العرب والمسلمون إلى جامعة الأزهر لتشكل الكليات العلمية، فقد كان الأزهر وما يزال دوراً في نشر وتعاليم الإسلام للعالم كله، في تعلم علوم الدنيا إلى جانب علوم الدين، قد كان قانون تطوير الأزهر الشريف وجامعته بإنشاء العديد من الكليات العملية والتي منها كلية الطب، تلك الكلية لا مثيل لها في الجامعات المصرية لتدريس المواد الطبية بجانب العلوم الدينية.
أنشئت الكلية بقرار مجلس الوزراء بعد موافقة المجلس الأعلى للأزهر لسنة 2000م بإنشاء فرع كلية الطب جامعة الأزهر بالقاهرة، لتصبح فصول دراسية بدمياط، ثم تحولت بعد ذلك لكلية مستقلة تتبع جامعة الأزهر بموجب قرار مجلس الوزراء رقم 963 لسنة 2001.
صدر بعد ذلك قرار شيخ الأزهر رقم 180 لسنة 2002م بالموافقة علي تطبيق اللائحة الداخلية لكلية الطب جامعة الأزهر بالقاهرة بنظام الدارسة الصادرة بقرار رقم 914 لسنة 1990 على كلية الطب جامعة الأزهر بدمياط.

## كلية الطب للبنات
علي غرار كلية الطب للبنين إنشاءت كلية الطب جامعة الأزهر بدمياط للبنات بقرار من رئيس الجمهورية لسنة 2015م، وبموافقة المجلس الأعلى للأزهر، قرر إنشاء كلية طب للبنات بدمياط الجديدة.

## المستشفيات التابعة
- مستشفى جامعة الأزهر بدمياط الجديدة.